# Деканоидзе, Хатия
Ха́тия Деканои́дзе (груз. ხატია დეკანოიძე; род. 20 января 1977, Тбилиси) — грузинский и украинский государственный и политический деятель. Руководитель Полицейской академии МВД Грузии (2007—2012); Министр образования и науки Грузии (2012); Начальник Национальной полиции Украины (2015—2016). В 2021—2023 годах возглавляла парламентскую фракцию Единого национального движения в парламенте Грузии созыва 2020—2024 годов.

## Биография

### Ранние годы
Хатия Деканоидзе родилась 20 января 1977 года в Тбилиси. В 1999 году Деканоидзе окончила Тбилисский государственный университет по специальности «международные отношения».

### Государственная служба

#### В Грузии
В мае 2007 года Хатия Деканоидзе была назначена ректором Академии полиции Министерства внутренних дел Грузии и проработала в этой должности до мая 2012 года, принимая непосредственное участие в реформах грузинской полиции.
В мае 2012 года она перешла на работу в Министерство образования и науки Грузии на должность директора Национального экзаменационного центра. В начале июля 2012 года была назначена министром образования и науки Грузии, проработала в этой должности до ухода в отставку правительства Мерабишвили 25 октября 2012 года после поражения Единого национального движения на парламентских выборах.

#### На Украине
В конце 2014 года Деканоидзе организовала в Киеве Общественную и политическую школу CAPS (Civil and Political School) для распространения опыта грузинских реформ и подготовки украинских руководящих кадров.

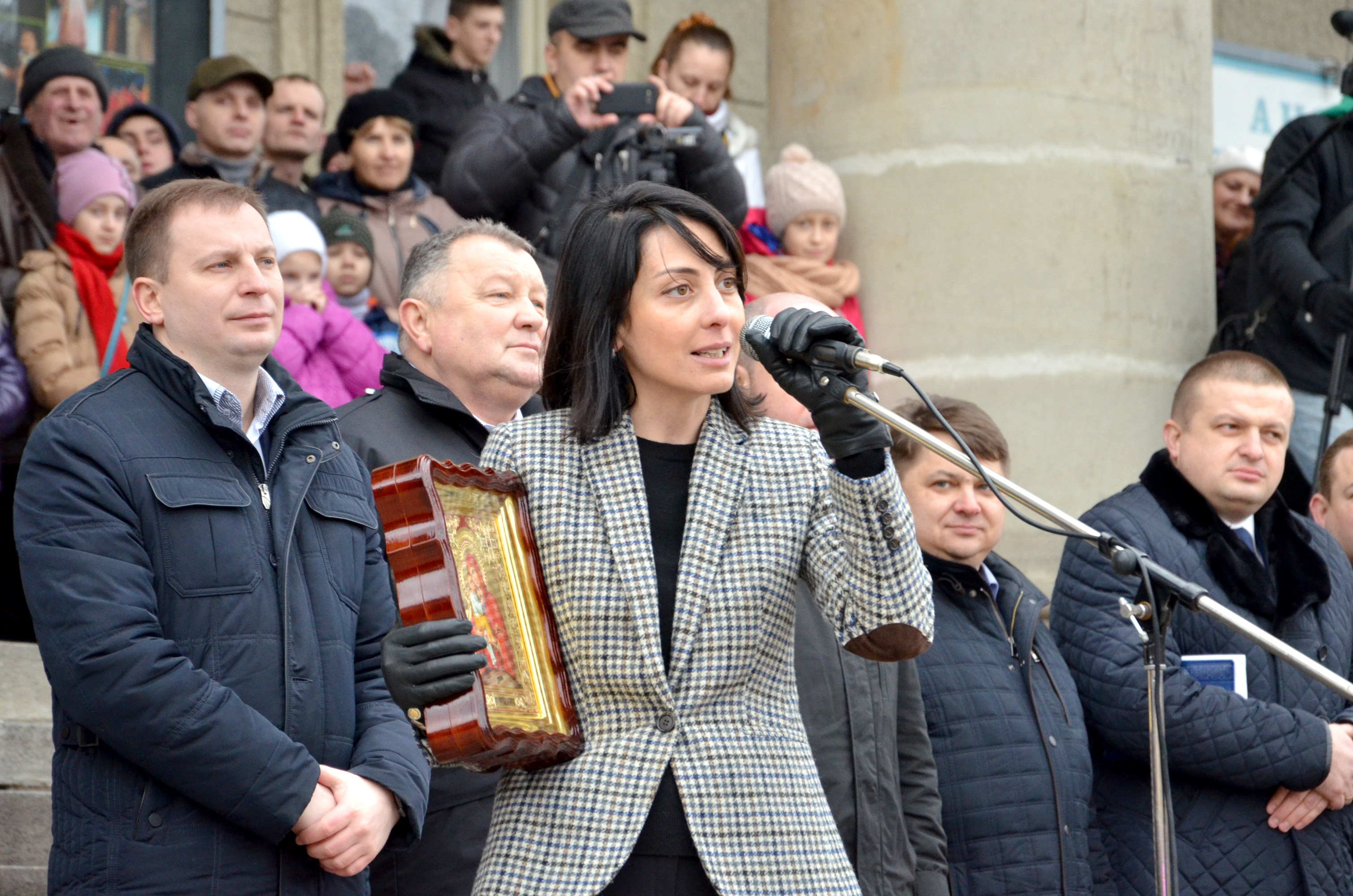
Хатия Деканоидзе выступает перед полицией Тернополя

В начале 2015 года она была назначена советником министра внутренних дел Украины Арсена Авакова.
4 ноября 2015 года на внеочередном заседании Кабинета министров Украины Деканоидзе была назначена главой Национальной полиции Украины.
Под руководством Деканоидзе была начата и проводилась переаттестация личного состава полиции, в частности, высший командный состав полиции Киева был обновлён примерно на 80 %, средний командный состав примерно на 70 %, а в Киевской области соответственно на 60 % и 40 %.
14 ноября 2016 года на брифинге в МВД Украины Хатия Деканоидзе заявила о своём намерении уйти в отставку, заявив, что основные задачи реформы выполнены, но для многих необходимых изменений у неё не хватило полномочий. 16 ноября Кабинет Министров Украины уволил Хатию Деканоидзе с должности руководителя Национальной полиции Украины.

### Политическая деятельность
Летом 2014 года Хатия Деканоидзе выставляла свою кандидатуру на выборах гамгебели (руководителя законодательной ветви местного самоуправления в Грузии) по Кварельскому муниципалитету в Кахетии, но уступила во втором туре кандидату от Грузинской мечты.
После отставки с поста главы полиции Украины Деканоидзе вернулась в Грузию и включилась в политическую деятельность. В мае 2017 года стало известно, что указом президента Грузии от 12 апреля 2017 Хатия Деканоидзе восстановлена в гражданстве Грузии.
На выборах 2020 года прошла в парламент Грузии по списку блока Сила в единстве — Единое национальное движение. Возглавила парламентскую фракцию Единого национального движения в парламенте Грузии созыва 2020—2024 годов. В феврале 2023 года, после избрания Левана Хабеишвили лидером Единого национального движения, Хатия Деканоидзе заявила об уходе с поста председателя парламентской фракции, а 24 марта 2023 года заявила о выходе из рядов Единого национального движения и о продолжении работы в парламенте в качестве независимого депутата.

## Личная жизнь, семья
Хатия Деканоидзе разведена, у неё есть сын, Торнике Копалеишвили, но в связи с работой в полиции Украины она очень редко с ним виделась. Поддерживает дружеские отношения с Михаилом Саакашвили и его братом Давидом.
В марте 2017 года Торнике был задержан полицией Грузии по подозрению в хранении наркотиков. В связи с этим Хатия Деканоидзе заявила, что её сын не может быть предметом торга с ней. Позже он признал свою вину и заключил соглашение со следствием, что позволило ему рассчитывать на условный приговор с отсрочкой наказания.